# 董英斌
董英斌（1894年6月9日—1960年5月4日），字宪章，辽宁沈阳人，中华民国军事将领。

## 生平

### 早期生涯
上蒲河平罗堡初级小学、奉天高等小学堂、奉天陆军小学堂、北京清河陆军第一预备学校、陆军大学特别班第四期毕业。1918年9月，保定陆军军官学校第五期步兵科毕业，分发山西陆军服务。历任山西陆军第十团见习，山西学兵团（团长荣鸿胪）第二学员大队大队附等职。后任直隶陆军行营军官教育团教官，陆军行营保卫团参谋，陆军讲习团大队长等职。1923年10月，任北京政府陆军第十五混成旅（旅长孙岳）司令部参谋，该旅步兵第三团（团长徐永昌兼）团附、代理团长等职。1924年11月，任国民军第三军（军长孙岳）司令部参谋主任。1925年4月，任中央暂编第四师（师长何遂）暂编第一混成旅（旅长徐永昌）司令部参谋长，随军入陕作战时任暂编第一师（师长徐永昌）步兵第一团团长等职。1927年1月加入东北军，任镇威军（总司令张作霖）第三、第四联合军团（军团长张学良）司令部参事，随部参加与晋绥军和国民革命军的作战。1928年初任安国军（总司令张作霖）第五方面军（总指挥张作相）第十一军（军长富双英）第五十二旅旅长，同年春任陆军步兵第三补充旅旅长，同年7月任东北保安总司令（张学良）部陆军步兵第五旅旅长。
1929年8月，中东路事件发生，任防俄第二军（军长胡毓坤）陆军第五旅旅长，率部与苏联远东红军在满洲里作战。1930年9月，任东北陆军第一军（军长于学忠）步兵第五旅旅长，率部入关参加中原大战，战后驻军平津地区。1931年春任陆海空军副司令（张学良）行营驻北平独立步兵第十一旅旅长，下辖631、632、633三个团。1931年7月，石友三部发动反蒋介石战争，任剿赤军北路集团军（总司令张学良）第一集团军（指挥于学忠）陆军独立第十一旅旅长，率部参加讨逆作战。同年9月，九一八事变后，随东北军入关。1933年春，任陆军第五十七军（军长何柱国）第一一一师师长，率部参加长城抗战。战后率部转隶陆军第五十一军（军长于学忠），任该军副军长兼第111师师长。1934年12月奉命人庐山中央训练团受训，结业后返回原部队，仍任鄂豫皖边区剿匪总指挥张学良部陆军第五十一军（军长于学忠）副军长，兼任第一师师长，率部参加参鄂豫皖边区红军及根据地的围剿作战。1935年4月，任陆军少将军衔。1935年8月，任西北剿匪总司令（张学良代理）部第五十七军军长，兼任陆军第一一一师师长，剿匪军第二路军第七纵队司令官，率部参加对陕北红军及根据地的围剿作战。直罗镇战役中，不敌彭德怀率领的红一方面军。1935年11月26日毛泽东用苏维埃中央政府主席的名义，亲自起草了一封《致东北军五十七军军长董英斌的公开信》，随释放的东北局被俘军官散发回东北军，大意是“十一月二十一日之役，足下亲率四师之众，葫芦河边，老人山上，望远镜中，自当历历在目。百〇九师一上战场全军覆没，贵军长亦不得不星夜潜逃，不逃则已，一逃二百余里，暂借合水聊定惊魂。”战败后董英斌被免去军事主官职，任西北剿匪总指挥张学良部高级参谋。1936年1月，加入张学良倡导的“抗日同志会”，调任东北军长安军官训练团第三期教育长。
1936年7月，被授予国民革命军誓师十周年纪勋章，1936年10月，任陆军中将军衔。同年底参与张学良杨虎城两将军发动的西安事变，任西北抗日联军临时军事委员会参谋长兼参谋团成员（团长何柱国）。事变后被南京国民政府发表任军事委员会高级参谋，因病未赴任，同年春脱离部队寓居北平。

### 抗日战争期间
抗日战争爆发后，于1938年3月，保送陆军大学特别班第四期学习，1940年4月，毕业。调任军事委员会驻滇参谋团主任，负责云南后方军需后勤事宜。1942年春，任第一战区司令长官（蒋鼎文）部副参谋长（参谋长郭寄峤）。1943年11月，任冀察战区总司令（蒋鼎文）部副总司令等职。1944年1月，任第一战区司令长官部副司令长官。1945年3月，任第十战区司令长官（何柱国）部参谋长等职。

### 第二次国共内战
抗日战争胜利后，任军事委员会东北行营（主任熊式辉）参谋长等职，协助接收东北事宜。1945年10月，被授予忠勤勋章，1946年5月，被授予胜利勋章。1946年7月，改任国民政府东北行辕（主任卫立煌）参谋长。1948年春，当选为第一届国民大会代表。1948年8月，被国民政府发表任东北剿匪总司令部副总司令，兼任东北剿总政务委员会委员，未予赴任，后因病留居南京。

### 晚年
1949年3月赴台湾，后入台湾革命实践研究院学习，任台湾行政院政治设计委员会委员，中华民国国防部东北游击小组委员等职。1960年5月4日，在台北荣民总医院逝世。著有《抗日战争回忆录》、《中原会战检讨》等。台湾出版有《董英斌将军哀思录》等。